# Hannon (Class40)
Kerhis depuis 2019
Pour les articles homonymes, voir Hannon.
Hannon est un voilier monocoque conçu pour la course au large, il fait partie de la classe Class40.
Il porte les couleurs d'ERDF – Des Pieds et des Mains de 2013 à 2015, de Generali de 2016, de Gustave Roussy en 2017, de Fondation DigestScience en 2018 et de Kerhis en 2019.

## Historique

### ERDF - Des Pieds et des Mains
Le nouveau monocoque de Damien Seguin équipé d'un moteur électrique est mis à l'eau à Saint-Nazaire le 15 juillet 2013 aux couleurs d'ERDF - Des Pieds et des Mains.
Pour sa première transatlantique avec le voilier, le skipper prend le départ de la Transat Jacques Vabre aux côtés de Yoann Richomme. Le 11 novembre 2013, le bateau est victime d'une avarie au niveau des girouettes contraignant le duo à effectuer une escale en Espagne. Le monocoque arrive à Itajaí à la septième position.
Après une fin de course serré avec SNCF Géodis - Newrest skippé par Fabrice Amédéo, ERDF - Des Pieds et des Mains arrive à la huitième place de sa première Route du Rhum,.

### Generali
En 2016, le voilier prend les couleurs de Generali et est confié à Isabelle Joschke pour sa première saison en Class40.
Le 13 mai 2016, alors que le monocoque participe à la Transat anglaise entre les mains de la navigatrice franco-allemande, il est victime d'une voie d'eau qui force la skipper à abandonner la course.
La skipper et son monocoque terminent le championnat 2016 de Class40 à la quatrième place.

### Gustave Roussy
Courant 2017, le bateau prend les couleurs de l'Institut Gustave Roussy, cet établissement luttant contre le cancer voit pour la première fois son nom porté par un voilier. Il est engagé la même année sur la Transat Jacques Vabre entre les mains de Christophe Rateau et de Sylvain Pontu, ces derniers arrivent à Salvador de Bahia en huitième position dans leur catégorie.

### Fondation DigestScience
En 2018, le monocoque devient Fondation DigestScience et est confié à Romain Rossi avec pour objectif la Route du Rhum. Le voilier est victime de nombreux problèmes technique durant la course, après une première escale à Gijón, il est disqualifié après une nouvelle escale à Madère.

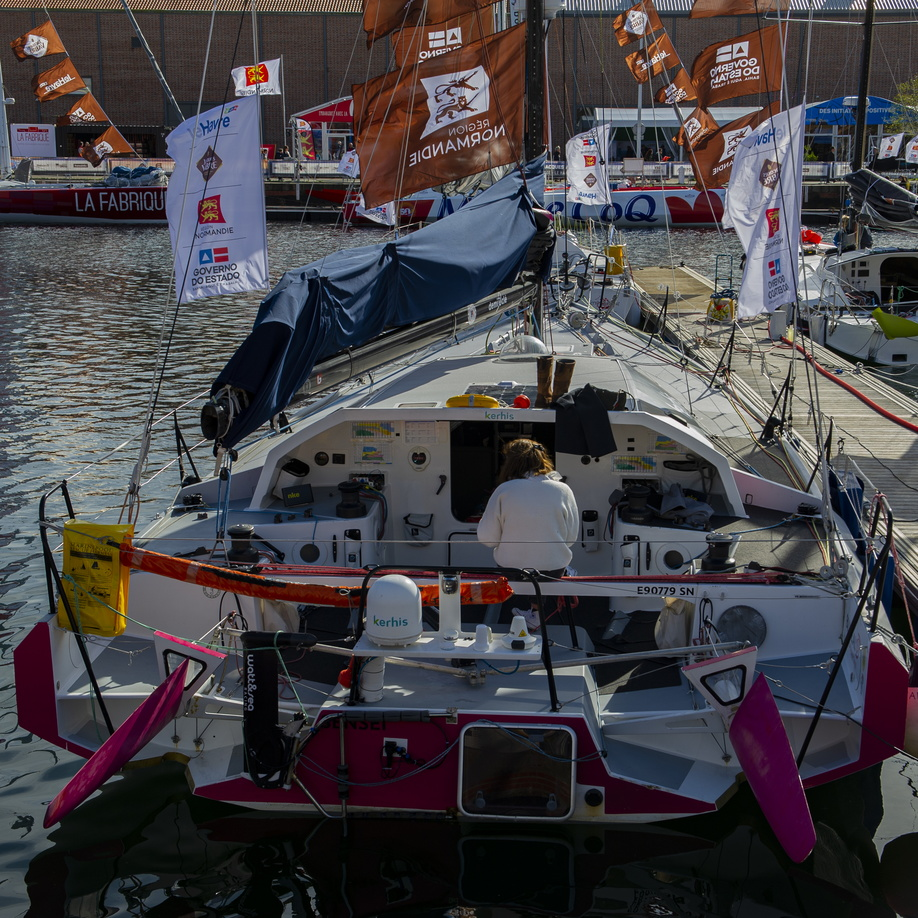
Le cockpit de Kerhis vu dans le bassin Paul Vatine du Havre lors de la Transat Jacques Vabre 2019.

### Kerhis
En 2019, dans l'optique de la Transat Jacques Vabre, le monocoque prend les couleurs de la société éditrice de logiciels Kerhis. Skippé lors de la Route du café par Pierre Antoine Tesson et Paul Gallet, le voilier arrive à la dix-neuvième place à Salvador de Bahia.

## Palmarès

### 2013-2015:ERDF - Des Pieds et des Mains
- 2013 :
  - 7e de la Transat Jacques Vabre

- 2014 :
  - 7e du Grand Prix Guyader[10]
  - 4e de la Normandy Channel Race[10]
  - 8e de La Qualif'[10]
  - 8e de la Route du Rhum

### 2016:Generali

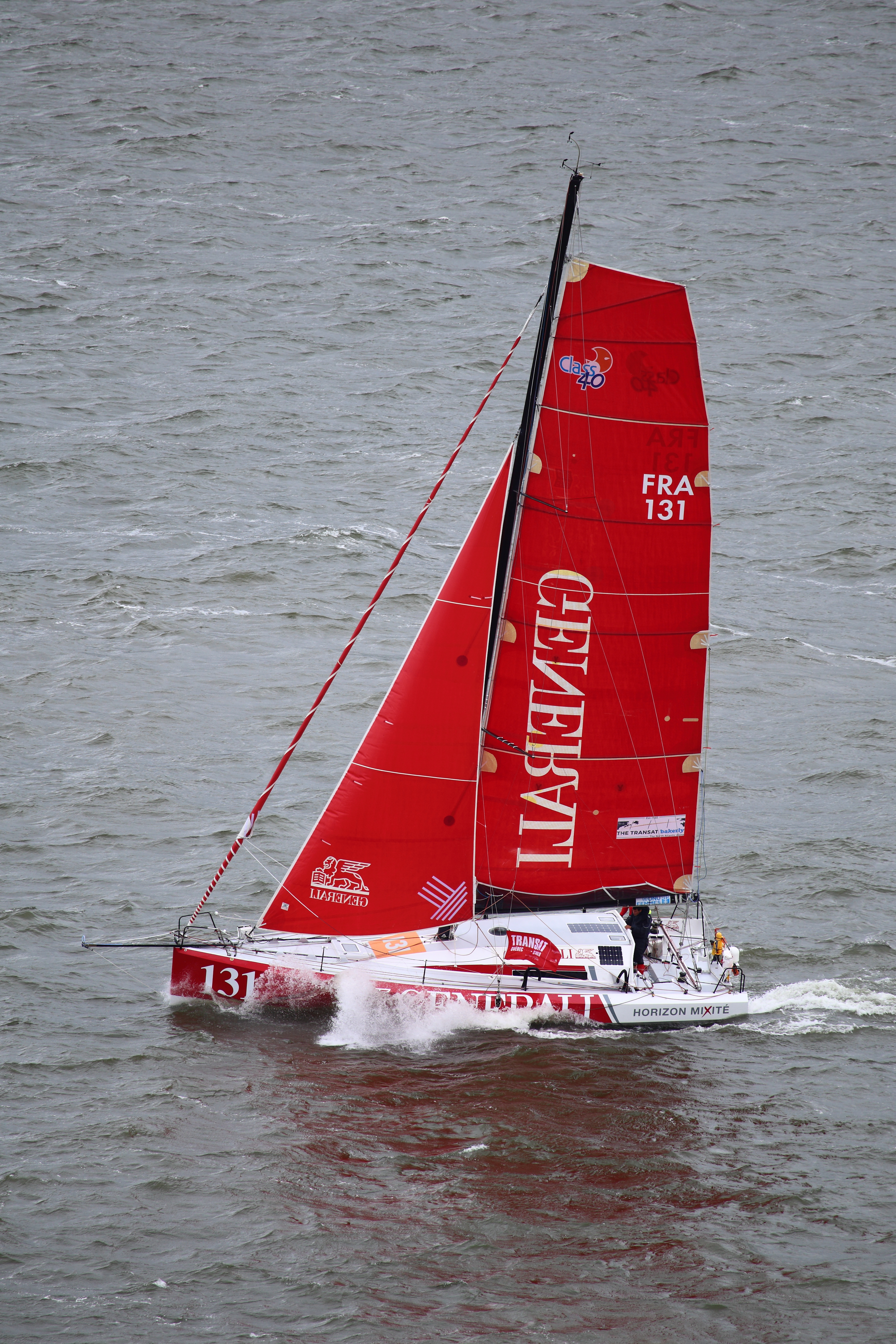
Le monocoque au couleur de Generali lors du départ de la Transat Québec-Saint-Malo en 2016.

- 2e de la Transat Québec-Saint-Malo[10]
- 9e de la Normandy Channel Race[15]
- 4e du championnat Class40

### 2017:Gustave Roussy
- 19e de la Rolex Fastnet Race[10]
- 8e de la Transat Jacques Vabre

### 2018:Fondation DigestScience
- 4e de l'Armen Race[10]
- 11e de la Normandy Channel Race[10]
- 23e de la Drheam Cup Destination Cotentin[16]

### 2019:Kerhis
- 7e du Grand Prix Guyader[10]
- 9e de la Normandy Channel Race[17]